# فولتا مورسيا 2016
فولتا مورسيا 2016 (بالإسبانية: Vuelta a Murcia 2016 )‏ هو سباق دراجات هوائية، وهو الموسم رقم 36 من نفس السباق، وامتدّ لمسافة 199.3 كيلومتر، وهو أحد سباقات طواف أوروبا للدراجات 2016.

## الفرق
| فرق عالمية (4)- أستانا - بي إم سي راسينغ - Katusha - موفيستار فرق قارية محترفة (10)- Bora-Argon 18 - كاجا رورال-سيغوروس 2016 ‏ - CCC Development Team ‏ - Cofidis, Solutions Crédits - Direct Énergie - UniFunvic–Pindamonhangaba ‏ - غازبروم روسفيلو ‏ - رومبوت تشارلز ‏ - سبورت فلاندرين بالويس 2016 ‏ - Verva ActiveJet ‏ فرق قارية (4)- برجس بي إتش 2016 ‏ - موسم يوسكادي مورياس 2016 ‏ - Louletano Desportos Clube (cycling) ‏ - Matrix Powertag ‏ فريق وطني- فريق إسبانيا لركوب الدراجات للرجال 2016 ‏ |  |
| |  |

## التصنيف العام النهائي
| \| التصنيف العام \| التصنيف العام \| التصنيف العام \| التصنيف العام \| التصنيف العام \| \| العداء \| العداء \| الفريق \| الوقت \| \| \| ------------- \| ------------------ \| --------------- \| ------------- \| ------------- \| \| 1 \| فيليب جيلبير \| BMC Racing Team \| \| \| \| 2 \| أليخاندرو بالبيردي \| Movistar Team \| \| \| \| 3 \| النر زكرين \| كاتيوشا \| \| \| |                    |                 |       |  |
| |                    |                 |       |  |
| مصادر: ProCyclingStats Cycling Quotient Cycling Archives |                    |                 |       |  |
| التصنيف العام |                    |                 |       |  |
| العداء | العداء             | الفريق          | الوقت |  |
| 1 | فيليب جيلبير       | BMC Racing Team |       |  |
| 2 | أليخاندرو بالبيردي | Movistar Team   |       |  |
| 3 | النر زكرين         | كاتيوشا         |       |  |

## وصلات خارجية
- فولتا مورسيا 2016 على موقع إحصائيات الدراجات الإحترافية (الإنجليزية)